# Foulée médio-pied
La foulée médio-pied ou le Light Feet Running (LFR) est un type de foulée en course à pied, consistant à courir selon une mécanique d'enchaînement privilégiant la pose par le milieu du pied et non par le talon. Cette technique veille notamment à ce que la pose du pied demeure sous le centre de gravité du coureur, le genou étant légèrement fléchi au lieu d'être tendu.

## Histoire
La foulée médio-pied est la foulée naturelle de l'être humain lorsqu'il court pieds nus ou avec des chaussures sans amorti. On peut également observer qu'un jeune enfant adopte de manière naturelle et instinctive une foulée à dominante médio-pied.

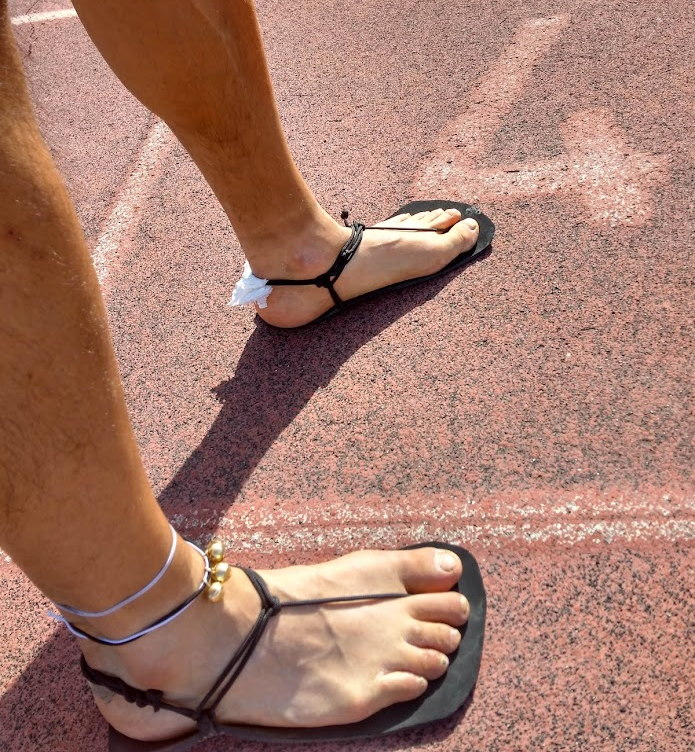
Sandales de course artisanales, sans amorti, drop nul)

À partir des années 1970, à la suite de la démocratisation de la pratique de la course à pied « jogging », les fabricants de chaussures commencent à proposer des produits adaptés au grand public, privilégiant notamment le confort et le maintien avec des semelles épaisses et des amortis toujours plus importants.
Cependant, l'usage des chaussures à fort amorti encourage le coureur à toucher le sol d'abord avec le talon, le contact ayant lieu loin devant le centre de gravité du coureur. Selon de nombreux spécialistes, l'attaque par le talon, le plus souvent avec la jambe tendue au moment de l'impact, est l’un des principaux facteurs aggravants de blessures en course à pied.
Ainsi, la majorité des chaussures de course à pied comporte un système d’amorti sous le talon et un système anti-torsion dans la semelle, destinés à compenser les effets délétères d’une foulée avec une attaque-talon.
La foulée médio-pied (ou le Light Feet Running, défini par Solarberg Séhel dans un ouvrage intitulé Courir léger,) consiste à embrasser le sol avec la moitié-avant du pied. Cette technique est considérée comme moins traumatisante et apportant une meilleure économie de course,.
Toutefois, une phase d'apprentissage et de transition s'avère souvent nécessaire pour adopter une foulée médio-pied dont la pratique peut être facilitée par des chaussures légères, souples, sans amorti et à faible drop (différence de hauteur entre l’avant du pied et le talon dans la chaussure).

## Technique
La foulée médio-pied se différencie de l'attaque-talon sur les points principaux suivants :
- la posture est droite et le haut du corps est impliqué activement
- la jambe d'appui est légèrement fléchie lors du contact avec le sol
- le pied se pose sur la partie avant et non sur le talon
- le point d'impact au sol se situe sous le centre de gravité du corps, le pied ne dépassant pas l'aplomb du genou
- la fréquence de foulée est plus soutenue (proche de 180 pas par minute)

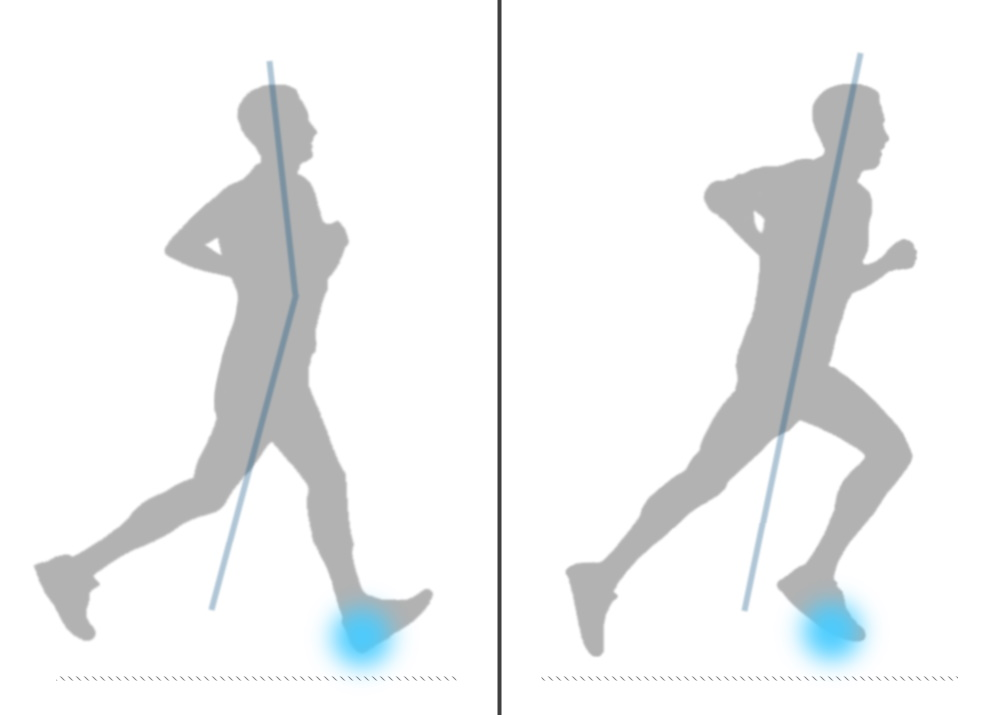
Différence de posture entre l'attaque-talon et l'attaque médio-pied

Ces deux types de foulées ne mettent pas en jeu la même biomécanique et ne sollicitent pas les mêmes groupes musculaires.

## Objectif
Une transition vers une foulée médio-pied, plus naturelle, a pour objectif de courir en endurance avec les avantages suivants :
- Réduire les risques de blessures
- Gagner en efficacité et en sensation tout en restant parfaitement chaussé (alternative au « Bare foot »)
- Développer harmonieusement sa musculature
- Apporter davantage de plaisir, santé, longévité et performance